# Damen Combi Freighter 5000
Der Damen Combi Freighter 5000 ist ein Frachtschiffstyp der niederländischen Werft Damen Shipyards Group in Gorinchem.

## Geschichte
Der Schiffstyp ist Teil der Combi-Freighter-Familie der Damen Shipyards Group und wurde von der Werft in Zusammenarbeit mit Neptun Ship Design in Rostock entworfen.
Die türkische Reederei Feyz Group bestellte im September 2023 zwei Einheiten des Typs, die auf der Werft Damen Yichang Shipyard in der Volksrepublik China gebaut und im September 2024 abgeliefert wurden.

## Beschreibung
Die Schiffe werden von einem ABC-Dieselmotor des Typs 6DZC mit 1326 kW Leistung angetrieben. Der Motor wirkt über ein Untersetzungsgetriebe auf einen Festpropeller in einer Kortdüse. Die Schiffe sind mit einem elektrisch mit 280 kW Leistung angetriebenen Bugstrahlruder ausgestattet. Für die Stromerzeugung stehen zwei von Dieselmotoren angetriebene Generatoren zur Verfügung. Weiterhin wurde ein von einem Dieselmotor angetriebener Notgenerator verbaut. Im Hafen können die Schiffe mit Landstrom betrieben werden.
Die Schiffe verfügen über einen größtenteils kastenförmigen Laderaum, der sich im vorderen Bereich verjüngt. Der Laderaum ist 60,35 m lang, 12,60 m breit und 9,6 m hoch. Er ist mit neun Stapellukendeckeln verschlossen, die mithilfe eines Lukenwagens bewegt werden können. Die Tankdecke kann mit 15 t/m² belastet werden. Der Boden des Schiffsrumpfes ist verstärkt, so dass die Schiffe im Hafen trockenfallen können.
Standardmäßig sind die Schiffe mit zwei Getreideschotten ausgestattet, mit denen der Laderaum horizontal unterteilt werden kann. Die Getreideschotten können an acht Positionen aufgestellt werden. Die Schotten können auch als Zwischendeck genutzt werden, so dass ein Teil des Laderaums vertikal unterteilt werden kann. Die Schiffe können auch mit einem vollständigen Zwischendeck geliefert werden. Das Zwischendeck kann in einer Höhe eingehängt werden.
Die Schiffe sind für den Transport von Containern vorbereitet. Die Containerkapazität beträgt 164 TEU, 120 TEU im Laderaum und 44 TEU an Deck.
Das Deckshaus befindet sich im hinteren Bereich der Schiffe. An Bord stehen neun Einzelkabinen für die Schiffsbesatzung zur Verfügung.

## Schiffe
| Damen Combi Freighter 5000 | Damen Combi Freighter 5000 | Damen Combi Freighter 5000 | Damen Combi Freighter 5000         | Damen Combi Freighter 5000 |
| Bauname                    | Baunummer                  | IMO-Nummer                 | Kiellegung Ablieferung             |                            |
| -------------------------- | -------------------------- | -------------------------- | ---------------------------------- | -------------------------- |
| Sky Wish                   | 559101                     | 9976305                    | 18. August 2023 25. September 2024 |                            |
| Sky Str                    | 559102                     | 9976317                    | 18. August 2023 30. September 2024 |                            |

Die Schiffe fahren unter der Flagge Portugals, Heimathafen ist Madeira.